# ناحیه ورگنس، شهرستان جکسون، ایلینوی
ناحیه ورگنس، شهرستان جکسون، ایلینوی (به انگلیسی: Vergennes Township, Jackson County, Illinois) یک سکونتگاه مسکونی در ایالات متحده آمریکا است که در شهرستان جکسون، ایلینوی واقع شده‌است.

## خصوصیات
ناحیه ورگنس ۷۷۱ نفر جمعیت دارد و ۱۲۵ متر بالاتر از سطح دریا واقع شده‌است.